# Silvano Miniati
Silvano Miniati (Scarperia, 18 giugno 1934 – Firenze, 7 novembre 2016) è stato un sindacalista e politico italiano.

## Biografia
Inizia l'attività politica nel 1950, con la iscrizione al movimento giovanile socialista e alla CGIL, mentre lavora come apprendista metalmeccanico. 
Nel 1956 è eletto consigliere comunale di San Piero a Sieve. Nel 1957 è eletto nella segreteria provinciale della FIOM di Firenze. Dopo la costituzione del Partito Socialista Italiano di Unità Proletaria (PSIUP), lascia l'attività sindacale nel 1965, per dedicarsi completamente all'attività del nuovo partito. Nel 1964 è eletto consigliere della provincia di Firenze e successivamente consigliere comunale a Firenze. Nel PSIUP è segretario della federazione di Firenze, segretario regionale della Toscana e membro della direzione nazionale, in rappresentanza della componente di sinistra. 
Nel 1972, al momento dello scioglimento del Partito Socialista Italiano di Unità Proletaria, partecipa con la componente di sinistra del partito alla costituzione del Nuovo PSIUP, di cui diviene dirigente nazionale. Successivamente promuove la costituzione del Partito di Unità Proletaria e l'unificazione con il gruppo del Manifesto che porta alla costituzione del Partito di Unità Proletaria per il Comunismo, assumendo sempre  ruoli di direzione nazionale. Partecipa successivamente all'esperienza di Democrazia Proletaria. 
Con la crisi dei movimenti di estrema sinistra, riprende l'attività sindacale nella UIL e nel 1985 è eletto segretario generale aggiunto della UIL Pensionati (UILP). Al congresso di Sanremo del 1989 è eletto segretario generale della UILP, carica ricoperta fino alla fine del 2007. 
È stato vicepresidente della Fondazione Bruno Buozzi. È stato consigliere del Consiglio nazionale dell'economia e del lavoro (Cnel).